# Dolomit Libiąż

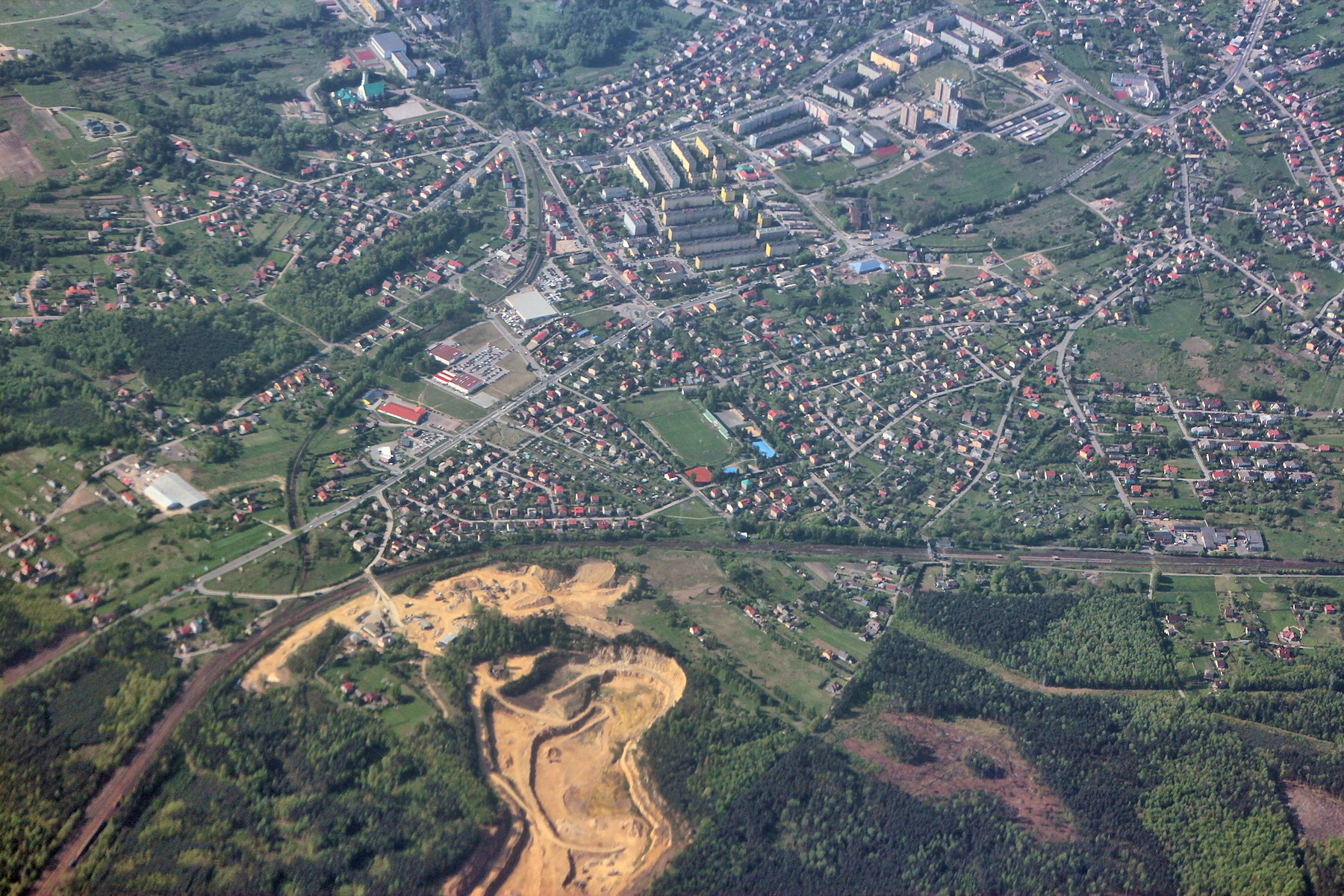
Kopalnia dolomitu Libiąż (u dołu zdjęcia)

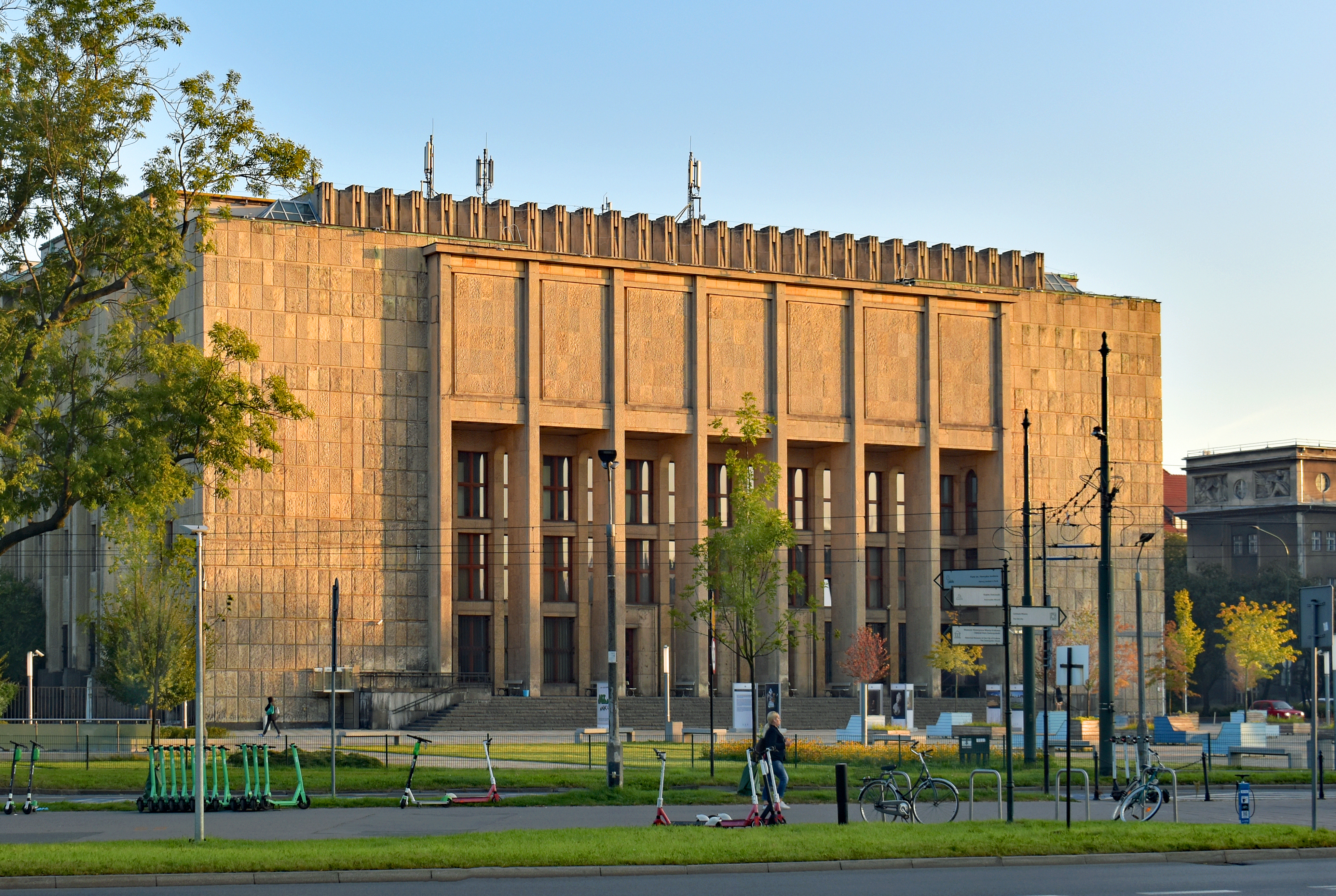
Fasada Muzeum Narodowego w Krakowie wykonana z dolomitu Libiąż

Dolomit Libiąż – dolomit eksploatowany w Libiążu, w powiecie chrzanowskim, województwie małopolskim, w Polsce oraz w innych okolicznych kamieniołomach. Skała pochodzi z triasu (w stratygrafii lokalnej wapień muszlowy).
Istnieją dwa rodzaje dolomitu Libiąż: dolomit diploporowy i leżący pod nim dolomit kruszconośny.

## Właściwości
Dolomit Libiąż jest barwy kremowej, kremowoszarej, żółtawej i ciemnożółtej. Struktura jednorodna, drobnoziarnista, zbita. Tekstura porowata i bezładna. Nie daje się polerować. Występują w nim liczne skamieniałości, głównie alg, zielenic i liliowców oraz rzadziej innych organizmów.

### Cechy fizyczne
- Gęstość 2,5 g/cm³
- Nasiąkliwość 1,0–3,13%
- Wytrzymałość na ściskanie 90-100 MPa
- Ścieralność na tarczy Boehmego 0,28–0,54 cm
- Mrozoodporność całkowita

## Zastosowanie
Dolomit diploporowy stosuje się w budownictwie oraz w drogownictwie (jako kruszywo, kostkę brukową czy krawężniki) od XIV w. Z dolomitu kruszconośnego pozyskuje się rudy cynku i ołowiu.

### Przykłady zastosowania
- Kraków:
  - krawężniki i płyty chodnikowe na niektórych ulicach
  - kaplica Zygmuntowska na Wawelu
  - Muzeum Narodowe w Krakowie – fasada
  - wiadukt kolejowy nad ul. Kamienną
- Biblioteka Narodowa w Warszawie – fasada
- pomnik Najświętszego Serca Pana Jezusa w Poznaniu (zniszczony przez Niemców w 1939)
- bazylika archikatedralna Świętych Apostołów Piotra i Pawła w Poznaniu – kropielnice
- budynek parlamentu w Wiedniu – fasada